# Halichaetonotus batillifer
Halichaetonotus batillifer is een buikharige uit de familie Chaetonotidae. Het dier komt uit het geslacht Halichaetonotus. Halichaetonotus batillifer werd in 1972 voor het eerst wetenschappelijk beschreven door Luporini & Tongiorgi. 